# Ruud Janssen (schaker)
Ruud Janssen (1 mei 1979) is een Nederlandse schaker. Sinds 2011 is hij een grootmeester (GM).

## Biografie
Janssen won in 1993 de C-groep (t/m 14 jaar) op het Open Nederlands Jeugdschaak Kampioenschap en is drie keer jeugdkampioen schaken geweest (1996-1998). Verder was hij de winnaar van het ECI-jeugdtoernooi te Sas van Gent met 6½ uit 9. In 1999 werd hem de FIDE-titel internationaal meester (IM) toegekend, en sinds 2011 is Janssen FIDE-grootmeester (GM).

## Resultaten
- In 1996 nam hij met het Nederlandse Juniorenteam deel aan de Glorney Cup in Glenalmond (Schotland); het team eindigde als derde.
- In 1998 bezette Ruud Janssen de twaalfde plaats in het AKN weekendtoernooi. Erik van den Doel werd eerste.
- In 1998 werd hij 18e op het Hogeschool Zeeland Schaaktoernooi waarbij Mikhail Gurevich winnaar werd.
- In 1999 verkreeg hij de titel Internationaal Meester (IM).
- Janssen won de Arnhem Open in 2002 en bij de Stork Young Masters werd hij vijfde van de tien deelnemers.
- In het toernooi in 2002 om het kampioenschap van Nederland in Leeuwarden werd Loek van Wely eerste en Ruud Janssen eindigde op de zevende plaats.[2]
- In 2003 won hij het Nova-College-toernooi in Haarlem, voor Vladimir Jepisjin en Merab Gagoenasjvili.
- Ruud Janssen en Mark van der Werf deelden de eerste plaats op het ASV-Voorjaarstoernooi in maart 2004.
- In september 2005 speelde Janssen mee in het toernooi om het kampioenschap van Nederland dat in Leeuwarden gespeeld werd. Hij eindigde met 4½ punt op de vijfde plaats.
- In april 2009 was hij met een Elo-rating 2529 nummer 13 in Nederland.
- De normen voor de aan Janssen in 2011 verleende GM-titel behaalde hij in seizoen 2006/07 in de tweede klasse van de Duitse bondscompetitie, bij het 17e Kavala Internationaal Open in augustus 2008 en in de hoofdgroep van het BDO Schaaktoernooi in Haarlem in augustus 2011.[3]
- In 2015 won Janssen het BPB Limburg Open.

## Schaakverenigingen
In Nederland speelt Janssen in de meesterklasse voor het Bussums Schaakgenootschap, daarvoor speelde hij voor De Toren Arnhem en voor de Hilversumse vereniging HSG, waarmee hij in 2008, 2009, 2010 en 2011 Nederlands kampioen werd; eerder speelde hij voor Utrecht en daarvoor voor Panfox Breda (vanaf 2000 Ordina Breda), waarmee hij in 1997, 1999, 2000 en in 2002 kampioen werd. In België speelde hij in seizoen 2002/03 voor Gent.

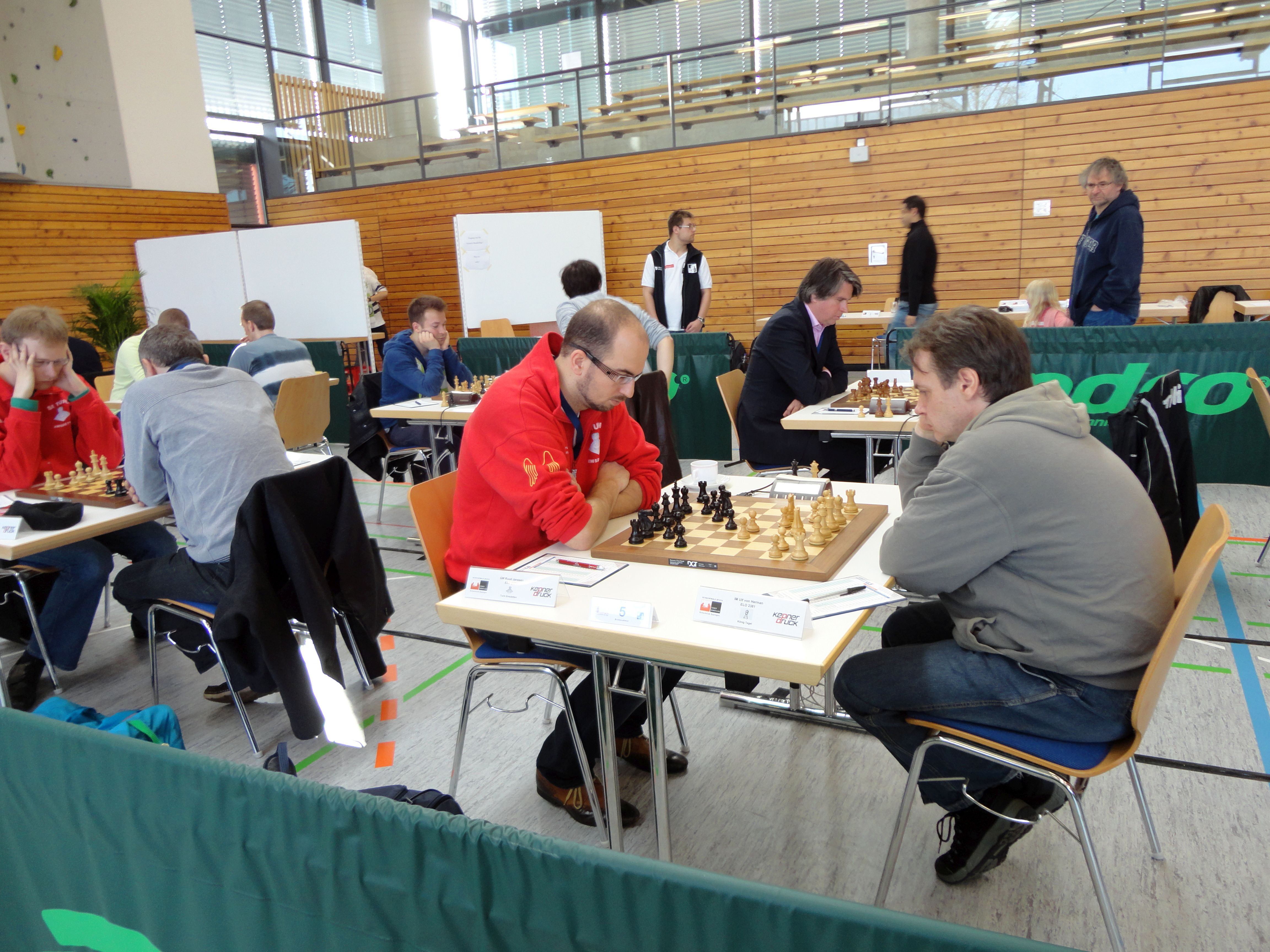
Ruud Janssen en Ulf von Herman, Finale Duitse Schachbundesliga 2014 in Eppingen

In Duitsland speelde hij van seizoen 1997/98 tot seizoen 2001/02 bij SV Erkenschwick 23, vervolgens een seizoen bij Weiße Dame Borbeck, van 2003 tot 2005 weer bij Erkenschwick en van seizoen 2005/06 tot 2015/16 voor SK Turm Emsdetten, waarmee hij in seizoen 2008/09 in de eerste klasse van de Duitse bondscompetitie speelde.